# Les Corps célestes (roman)
Les Corps célestes est un roman de Nicolas Bréhal publié le 27 août 1993 aux éditions Gallimard et ayant reçu le prix Renaudot la même année.
Jacques Brenner, juré du Renaudot, chroniqua les tractations et les négociations entre éditeurs et jurés pour l'attribution du prix.

## Éditions
- Les Corps célestes, éditions Gallimard, 1993,  (ISBN 978-2070735945).